# Dana Murzyn
Dana Murzyn (ur. 9 grudnia 1966 w Calgary w Kanadzie) – kanadyjski zawodowy hokeista na lodzie.

## Kariera zawodnicza
W latach 1985–1999 występował w lidze NHL na pozycji obrońcy. Wybrany z numerem 5 w pierwszej rundzie draftu NHL w 1985 roku przez Hartford Whalers. Grał w drużynach: Hartford Whalers, Calgary Flames oraz Vancouver Canucks. W roku 1989 zdobył wraz z Calgary Flames Puchar Stanleya.
W sezonach zasadniczych NHL rozegrał łącznie 838 spotkania, w których strzelił 52 bramki oraz zaliczył 153 asysty. W klasyfikacji zdobył więc razem 205 punktów. 1571 minut spędził na ławce kar. W play-offach NHL brał udział 11-krotnie. Rozegrał w nich łącznie 82 spotkania, w których strzelił 9 bramek oraz zaliczył 10 asyst, co w klasyfikacji kanadyjskiej daje razem – 19 punktów. 166 minut spędził na ławce kar.